# Frieden von Stettin

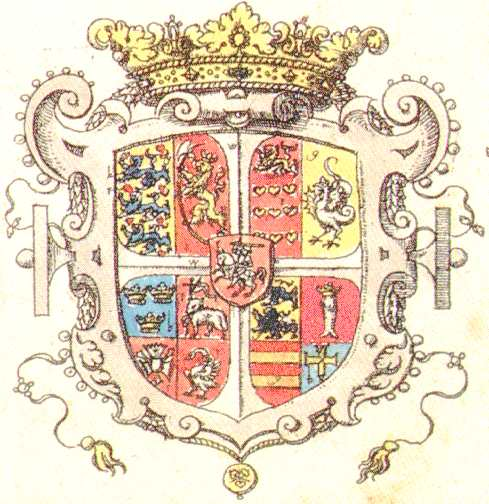
Dänisches Wappen ca. 1600 (Siebmacher 1605)

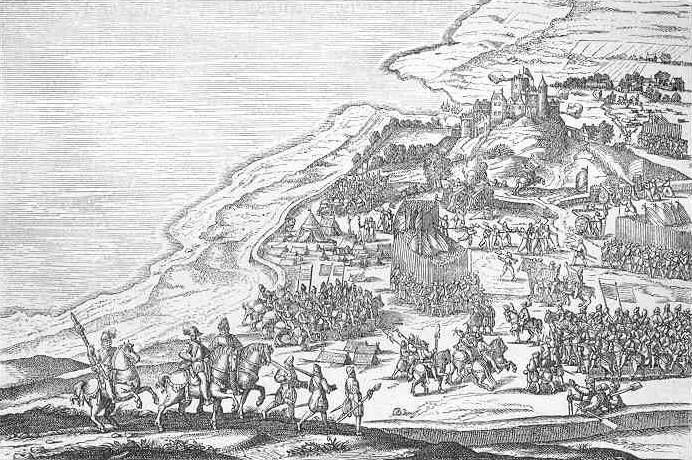
Einnahme der Festung Älvsborg am 4. September 1563

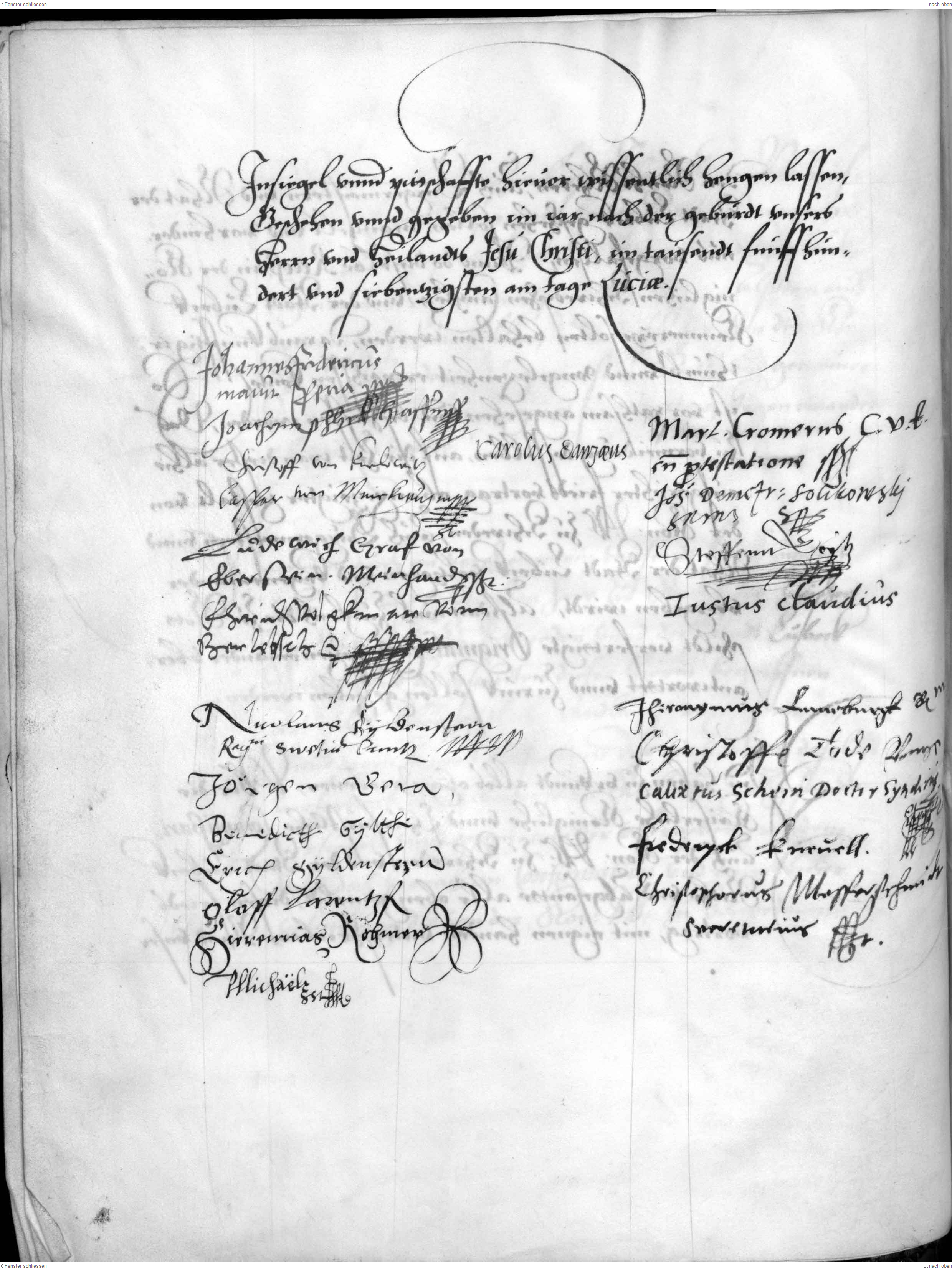
Unterschriftenseite des Friedens von Stettin mit den Unterschriften der Lübecker Bürgermeister Hieronymus Lüneburg und Christoph Tode und des Lübecker Syndicus Calixtus Schein rechts unterhalb der Mitte

Der Frieden von Stettin (schwedisch Freden i Stettin, dänisch Freden i Stettin) beendete am 13. Dezember 1570 den sogenannten Dreikronenkrieg, der im Rahmen des Livländischen Krieges, des ersten der Nordischen Kriege, zwischen den eigentlich verbündeten Schweden und Dänemark stattgefunden hatte.

## Ergebnis
Es gab keine Grenzverschiebungen. Der Status quo blieb erhalten.
Friedrich II. von Dänemark verzichtete auf Ansprüche auf Schweden, womit Dänemark auch formell die Auflösung der Kalmarer Union von 1523 anerkannte. Erik XIV. von Schweden verzichtete auf seine Ansprüche auf Norwegen, Schonen, Gotland und Halland. Für die Rückgabe der von Dänemark 1563 eroberten Festung Älvsborg bei Göteborg zahlte Schweden 150.000 Riksdaler (Reichstaler) an Dänemark.
Der Ort des Friedensschlusses, Stettin, ergab sich aus der Tatsache, dass die Friedensverhandlungen von einer kaiserlichen Kommission vermittelt wurden, der Herzog Johann Friedrich von Pommern vorstand, und die Stadt dessen Residenz war. Dieser hatte aufgrund des Jasenitzer Erbteilungsvertrags von 1569 die Herrschaft in Pommern-Stettin angetreten.
Der Anlass des Krieges, der Streit um die Kronen im dänischen Wappen, wurde vertagt: Beide Parteien behielten die drei Kronen in ihren Wappen und verpflichteten sich, den Konflikt in dieser Frage eigenständig zu lösen; sollte ihnen dies bis zum 1. Januar 1572 nicht gelingen, wurde die Anrufung eines Schiedsgerichts, zusammengesetzt aus dem Rostocker Magistrat und der Rostocker Universität, vereinbart.
Der Ostseehandel der hansischen Städte unter der Führung von Lübeck verlor weiter an Bedeutung.

## Nebenergebnisse
Die pommerschen Herzöge versuchten die Verhandlungen auch dazu zu nutzen, den noch unverheirateten dänischen König mit einer pommerschen Prinzessin zu verheiraten. Dieser Plan misslang jedoch, nicht zuletzt, weil der sich als Unterhändler anbietende mecklenburgische Herzog Ulrich III., statt die Heirat mit einer pommerschen Prinzessin zu vermitteln, seine eigene Tochter Sophia erfolgreich ins Gespräch brachte.